# Breviraja colesi
Breviraja colesi е вид хрущялна риба от семейство Морски лисици (Rajidae).

## Разпространение и местообитание
Видът е разпространен в Бахамски острови, Куба и САЩ (Флорида).
Среща се на дълбочина от 366 до 522 m, при температура на водата от 11,6 до 16 °C и соленост 35,5 – 36,2 ‰.